# Victor... pendant qu'il est trop tard
Pour plus de détails, voir Fiche technique et Distribution.
Victor… pendant qu'il est trop tard est un film français réalisé par Sandrine Veysset et sorti en 1998.

## Synopsis
« Témoin malgré lui d'une scène traumatisante, Victor, dix ans, s'enfuit en pleine nuit de chez lui. A la fête foraine, où il était venu s'étourdir, un jeune propriétaire de manège lui propose de le raccompagner. Devant le refus de l'enfant, il le conduit chez Triche, une jeune prostituée dont il est amoureux. »

## Fiche technique
- Titre : Victor... pendant qu'il est trop tard
- Réalisation : Sandrine Veysset
- Scénario : Sandrine Veysset d'après le roman Les Ailes de Julien de Denis Belloc
- Photographie : Hélène Louvart
- Montage : Mathilde Grosjean
- Production : Humbert Balsan
- Société de production : Arte et Ognon Pictures
- Société de distribution : Pyramide Distribution (France)
- Pays :  France
- Genre : drame
- Durée : 88 minutes
- Dates de sortie : 
  - France : 16 décembre 1998

## Distribution
- Lydia Andréï : Triche
- Jeremy Chaix : Victor
- Mathieu Lane : Mick